# 根特嶺
根特嶺（英語：Ghent Ridge）是南極洲的山嶺，位於維多利亞地，處於福爾克納山以北1公里的英聯邦冰川南岸，由威靈頓維多利亞大學探險隊命名，現時由南極條約體系管理。

## 外部連結
. . United States Geological Survey.   [2012-04-23].
77°34′S 163°7′E / 77.567°S 163.117°E